# Colastes luridiceps
Colastes luridiceps är en stekelart som först beskrevs av Joseph Vachal 1908.  Colastes luridiceps ingår i släktet Colastes och familjen bracksteklar. Inga underarter finns listade i Catalogue of Life.